# 2047
L'any 2047 (MMXLVII) serà un any comú que començarà en dimarts segons el calendari gregorià, l'any 2047 de l'era comuna (CE) i Anno Domini (AD), el 47è any del tercer mil·lenni, el 47è any del segle xxi, i el vuitè any de la dècada del 2040.

## Esdeveniments previstos
Països Catalans
- 1 d'octubre - trentè aniversari del Referèndum sobre la independència de Catalunya de l'1 d'octubre.[1]
- 27 d'octubre, trentè aniversari de la data en què el ple del Parlament de Catalunya declarà la independència de Catalunya i es formà la República de Catalunya, aprovada amb 70 vots a favor, 2 vots en blanc i 10 vots en contra. Mentrestant el Senat d'Espanya aprovà l'ús del 155 i convoca les eleccions el 21 de desembre de 2017.[2]

Resta del món
- 12 de gener - Eclipsi lunar total.[3]
- Juliol: un missatge de Missatge per al missatge d'Intel·ligència Terrestre (METI) anomenat Teen Age Message enviat des del radiotelescopi Yevpatoria RT-70] arribarà a la seva destinació, 47 Ursae Majoris estrella.[3]
- 1 de juliol - El present "un país, dos sistemes" a Hong Kong pot acabar, ja que es va garantir durant 50 anys a partir de l'1 de juliol de 1997, previst a la Llei bàsica de Hong Kong.[4] L'acord va ser plantejat per Deng Xiaoping per tractar la reunificació de Hong Kong amb la República Popular de la Xina en 1997, i es va estipular en la Declaració conjunta sinó-britànica de 1984. El que es farà no s'indica en cap document.[5]
- 7 de juliol - Eclipsi lunar total.[3]
- 31 de desembre - Després d'aquesta data, les obres publicades entre l'1 de gener de 1978 i el 31 de desembre de 2002 tenen la possibilitat d'ingressar al domini públic als Estats Units. La llei de drets d'autor dels EUA prohibeix específicament que qualsevol treball creat durant aquest període no ingressi automàticament al domini públic abans d'aquesta data.

## Naixements
Països Catalans
Resta del món

## Necrològiques
Països Catalans
Resta del món